# Лопе Фернандес Пачеко (ум. 1349)
Лопе (Лопо) Фернандес Пачеко (порт. Lopo Fernandes Pacheco$ около 1280 — 22 декабря 1349) — португальский дворянин, 7-й сеньор Феррейра-де-Авес. Он был первым представителем своего рода, получившим высшие дворянские чины, рикохомбре, в Королевстве Португалия. Он жил во время правления короля Португалии Афонсу IV, которого он был его фаворитом и верным вассалом. Его родителями были Жоао Фернандес Пачеко и его жена Эстеваинья Лопес де Пайва, дочь Лопе Родригеса де Пайва и Терезы Мартинс Хира. Его семья владела собственностью в разных частях Португальского королевства, хотя их областью влияния была в основном Бейра в северной части страны.

## Биография
Подъем его рода в Королевстве Португалия, процесс, в ходе которого представители низшей знати постепенно вытесняли старые роды, начался с Лопо Фернандеша Пачеко, первого сеньора Феррейра де Авес. Фаворит монарха, он был, пожалуй, одной из самых выдающихся личностей во время правления Афонсу IV Португальского. Занимал несколько должностей в королевстве: мерино-мор (1329); мордомо-мор инфанта Педру, будущего короля Португалии Педру I; и член королевского совета. Он также был мордомо-мором (1334—1336) и канцлером (1349) королевы Беатрисы Кастильской, жены короля Афонсу IV, а в 1327 году была одним из исполнителей завещания королевы Елизаветы Арагонской, жены короля Португалии Диниша. Король Афонсу IV поручил Лопо воспитание своих детей, инфанта Петра и инфанты Элеоноры, будущей королевы Арагона по браку с королем Петром IV.
Он появляется в 1317 году с инфантом Афонсу и в 1318 году был одним из свидетелей, когда Афонсу сделал несколько пожертвований монастырю Сен-Дени в Одивелаше. Он встал на сторону Афонсу против претензий его сводного брата Афонсу Саншеса и был на его стороне в 1322 году, когда братья подписали мирный договор в Помбаре.
Король Афонсу IV поручил Лопо несколько дипломатических миссий в качестве посла при Святом Престоле и в королевствах Кастилия и Арагон. Он был одним из сорока дворян, которые были взяты в заложники для обеспечения соблюдения Агредского договора, первоначально подписанного в 1304 году и ратифицированного в 1328 году королем Афонсу IV Португальским и королем Альфонсо XI Кастильским.

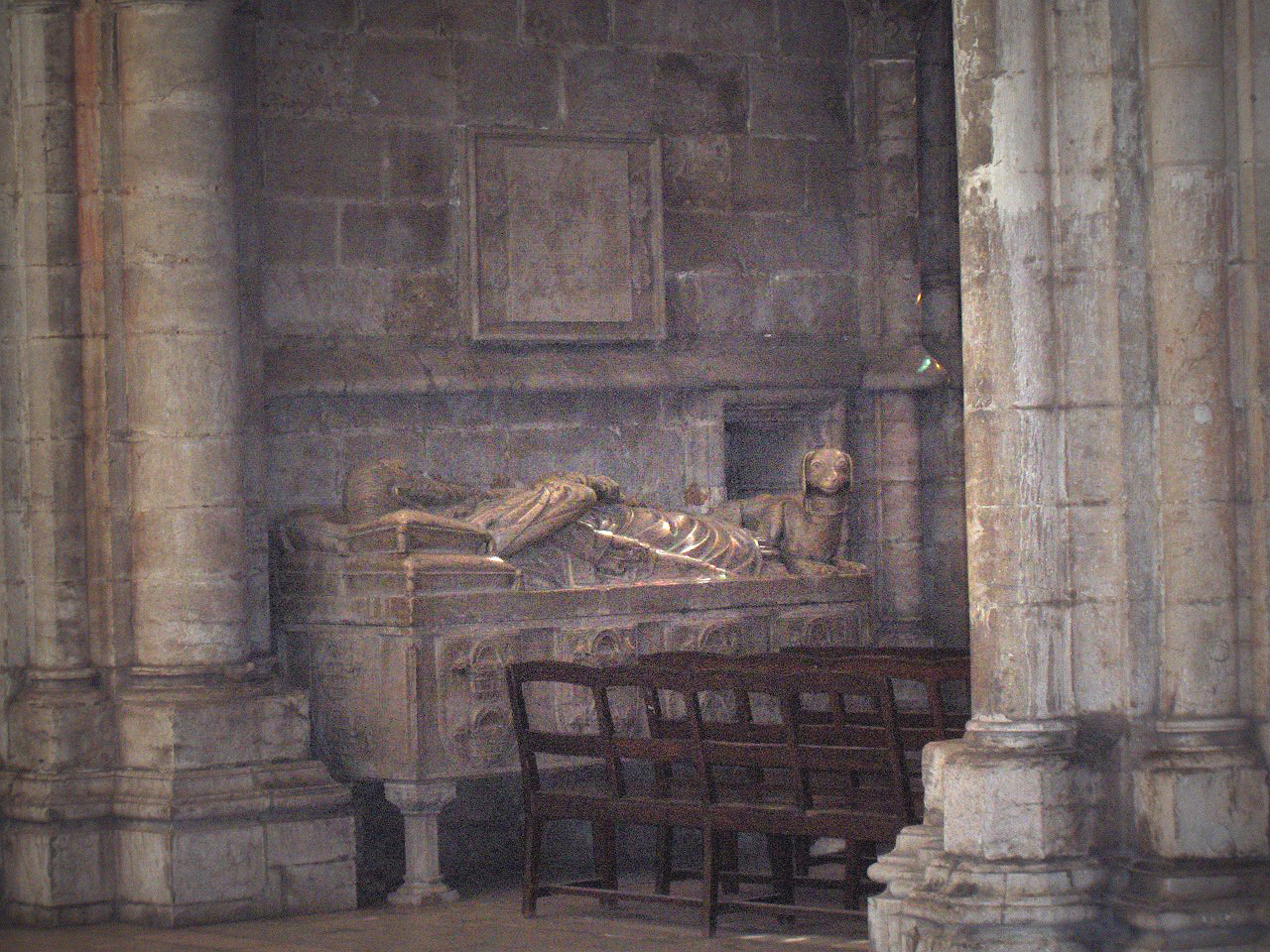
Гробница Лопо Фернандес Пачеко в Лиссабонском соборе

В 1340 году Лопо Фернандес Пачеко был одним из многих дворян, сражавшихся вместе с португальским королем в битве при Рио-Саладо в поддержку короля Кастилии Альфонсо XI.
Из-за его постоянного присутствия в curia regis большинство его поместий, купленных или подаренных королем, были расположены вдоль реки Тежу в районе Сантарен а также в Лиссабоне и прилегающих районах. В качестве компенсации за свои услуги королевской семье и за то, что он воспитал двух инфантов, он получил титул Феррейра де Авес от короля Альфонсо IV «… и был поднят королем Афонсу IV из его естественного статуса рыцаря в категории рикохомбре, совместно со своим сыном Диого Лопесом Пачеко».
Лопо Фернандес Пачеко умер 22 декабря 1349 года и был похоронен в Лиссабонском соборе, который также является местом последнего упокоения короля Альфонсо IV. Его саркофаг, один из самых красивых в соборе, находится в часовне Святых Косме и Святых Дамиана. Наиболее важные события его жизни и женитьбы были выгравированы на каменной плите по заказу короля Афонсу IV, которая была помещена на стене над его саркофагом.

## Брак и дети

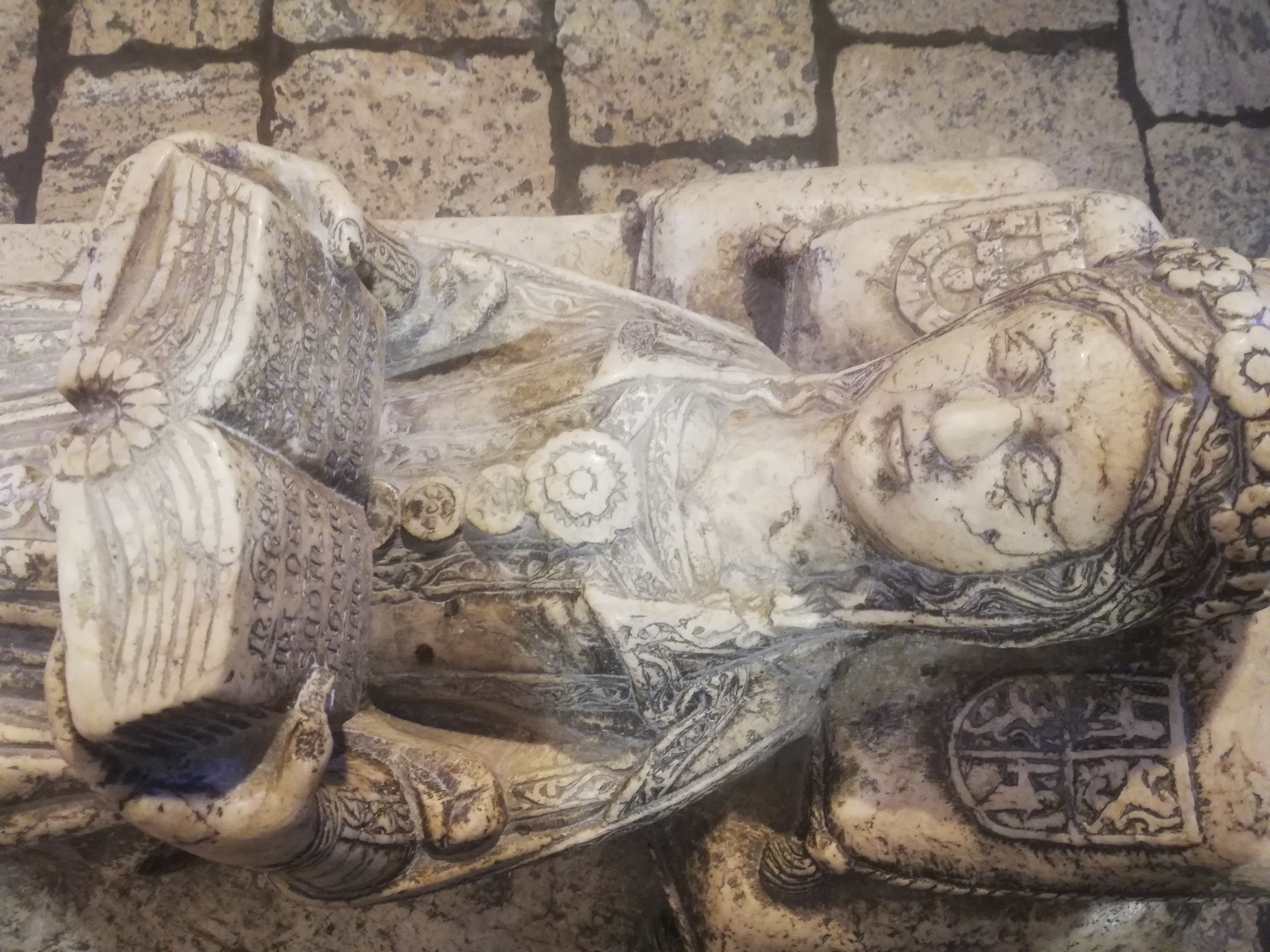
Надгробное изображение второй жены Пачеко, Марии Родригес де Вильялобос, в Лиссабонском соборе

Лопо Фернандес Пачеко дважды был женат. Его первый брак был с Марией Гомес Тавейра (умерла после 1331), дочерью Гомеш Лоренсу Тавейра и Катарина Мартинс. Они были родителями:
- Диого Лопес Пачеко (1304—1393), 2-й сеньор Феррейра де Авес и один из дворян, причастных к убийству королевской фаворитки Инес де Кастро, по причине чего ему пришлось бежать из Португалии и искать убежища в Кастилии. Диого женился на Джоане Васкес Перейра[14] , дочери Васко Перейра и Инес Лоренсу да Кунья.
- Виоланте Лопес Пачеко, её первым мужем был Мартим Васкес да Кунья, сеньор Табуа, а ее вторым мужем был Диого Афонсу де Соуза[15], сеньор Мафры, Эрисейра-и-де-Энксара-душ-Кавалейрос, потомок от обоих браков.

К 1345 году он уже был женат на своей второй супруге, Марии Родригес де Вильялобос , которая была еще жива в 1367 году и была дочерью леонского дворянина Руи Хиля де Вильялобоса (умер в 1307 году) и Терезы Санчес, незаконнорожденная дочь короля Санчо IV Кастильского, чьим первым мужем был Жоао Афонсу Тело, 1-й граф Барселуш . Мария Родригес де Вильялобос была душеприказчиком воли своего племянника Жоао Афонсо де Альбукерке. Дети этого брака были:
- Гиомар Лопес Пачеко (умер после 1404 года), жена Жуана Афонсу Телу, 4-го графа Барселуша (+ 1381)[8][6]
- Изабель Фернандес Пачеко, также известная как Изабель де Феррейра, вышла замуж за Альфонсо Переса де Гусмана, 1-го сеньора де Хибралеона и Ольверы[20]. Они были родителями Альвара Переса де Гусмана, мэра Кастилии, мэра Севильи и сеньора де Хибралеона и Палоса.